# Vulpes vulpes crucigera
Vulpes vulpes crucigera este o subspecie de mamifere carnivore din familia Canidae. Ea poate fi întâlnită în Germania.